# Nymphes myrmeleonoides
Espèce
Nymphes myrmeleonoides (parfois myrmeleonides) est une espèce d'insectes de l'ordre des névroptères.

## Répartition
Il est endémique en Australie où on le trouve en Nouvelle-Galles du Sud et au Queensland.

## Description
C'est l'une des espèces de Nymphes les plus grandes du monde. Il a une longueur du corps allant jusqu'à 4 cm et une envergure pouvant atteindre 11 cm, chaque aile se terminant par une pointe blanche.
Les larves de N. myrmeleonoides ressemblent à celles des fourmis-lions et elles construisent des pièges à fosse en creusant des galeries dans un sol meuble.

## Galerie

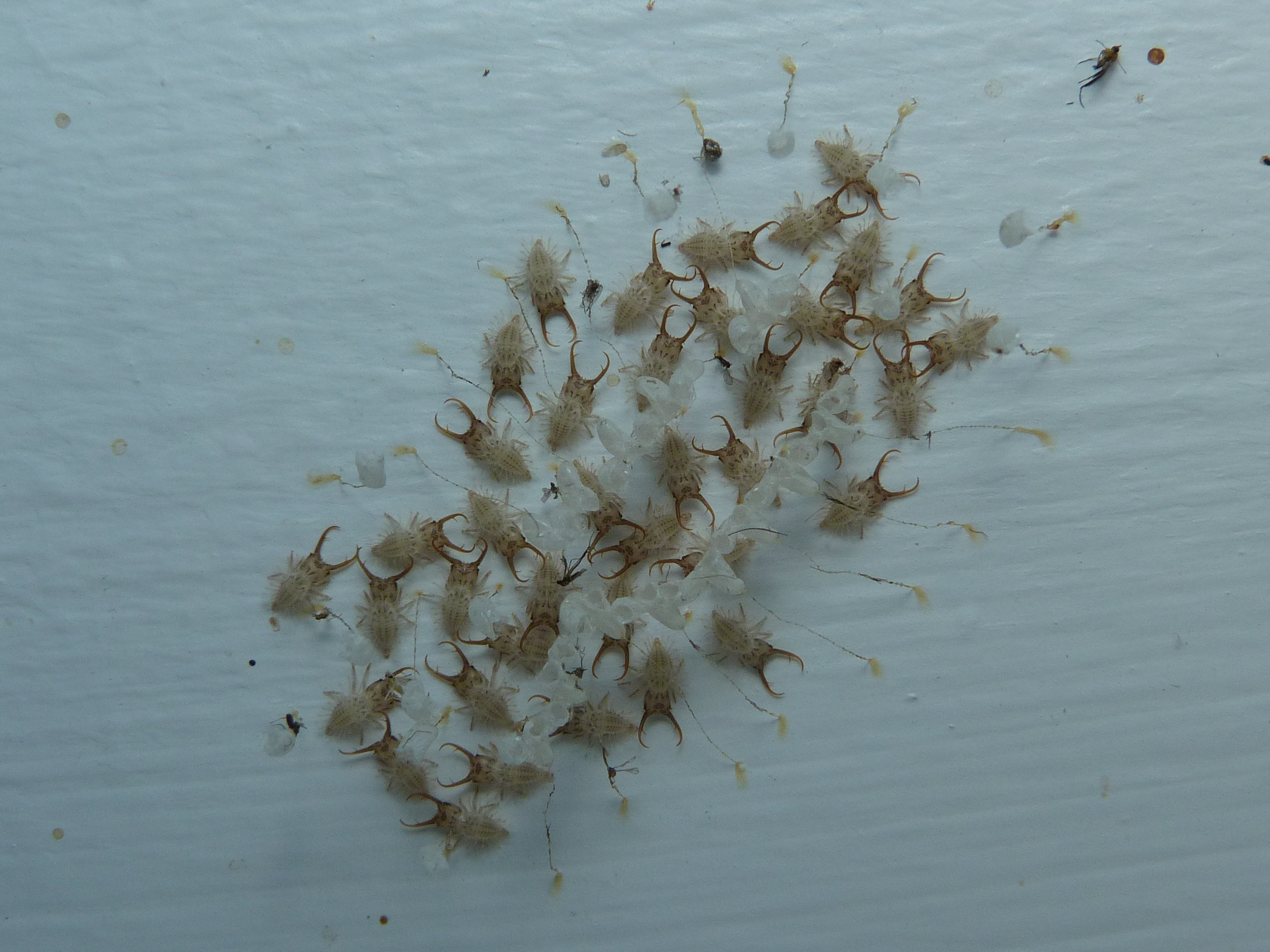
Larves
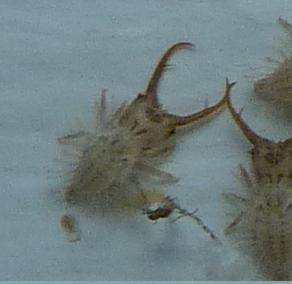
Larve